# Михаїл Арнаудов
Михаїл Петров Арнау́дов (5 жовтня 1878, Русе — 18 лютого 1978, Софія) — болгарський учений, фольклорист, історик літератури. Академік Болгарської академії наук. Іноземний член НТШ від 24.06.1924.

## Сім'я
Отець — Петр Сибинов Арнаудов, торговець. Мати — Друмка Панова. Брати — Димитр (працював у міській громаді Русе, був її головним секретарем), Ілля (оперний режисер, один з перших болгарських музичних режисерів, перший постановник у Болгарії опер Рихарда Вагнера). Дружина — Стефанка. Діти — Асен (економіст), Златка (піаністка), Петр (музичний педагог).

## Освіта
Закінчив державну чоловічу гімназію «Князь Борис» у Русе, Вище училище у Софії (майбутній Софійський університет; 1898), де вивчав слов'янську філологію, учень професора Івана Шишманова. Спеціалізувався в університетах Лейпцига і Берлина (1898—1900) і Праги (1903—1904), у яких отримав ступінь доктора в області філософії, слов'янської філології та індології (тема дисертації: «Болгарські народні приказки»).

## Науково--педагогічна діяльність
Був вчителем гімназій у Видине, з 1901 — у Софії. З 1907 — заступник директора Народної академії у Софії. З 1908 — ординарний доцент, з 1914 — екстраординарний професор, з 1919 — ординарний професор порівняльної літературної історії, у 1921—1922 — декан історико-філологічного факультету, у 1935—1936 — ректор Софійського університету. У 1926 — директор Народного театру. У 1923—1927 і 1931—1933 — голова Спілки болгарських письменників. Був президентом Болгарської академії наук, членом літературної академії «Петьофи» (Угорщина), доктором honoris causa університетів Гейдельберга (1936) і Мюнстера (1943). Входив у склад масонської ложі «Светлина».
Автор численних монографій, присвячених видаваним діячам болгарської культури — Паісію Хилендарському, Неофіту Бозвелі, Василу Априлову, Івану Селиминському, Георги Раковському, Любену Каравелову. Дослідив творчість класиків болгарської літератури — Івана Вазова, Пейо Яворова, Кирила Христова, Йордана Йовкова, Димчо Дебелянова. Займався вивченням народної поезії, один з засновників сучасної болгарської етнографії. Прибічник культурно--історичного методу у літературознавстві. У 1925—1943 — редактор журналу «Болгарська думка». Випустив бібліографічне видання «Болгарські письменники» (тт. 1-6, 1929—1930; 2003—2004).

## Політична діяльність та репресії
З 1 червня по 2 вересня 1944 — міністр народної просвіти в уряді Івана Багрянова. Після перевороту 9 вересня 1944 заарештований. За участь у діяльності уряду був засуджений так званим Народним судом у 1945 к 15 рокам позбавлення свободи. У в'язниці займався перекладами з французького мови і підготовкою видання творів Івана Вазова. Звільнений з ув'язнення у 1947. Був виключений з Болгарської академії наук (відновлений у 1961).

## Пам'ять про Арнаудова
Ім'ям академіка Арнаудова названа середня школа у Софії. У Русе проходять «Арнаудовські читання».

## Праці
- Болгарські народні свята. (1918).
- Кралі Марко у народній поезії. (1918).
- Вивчення болгарських обрядів та легенд(1920—1924).
- Вступ до літературознавства. Завдання. Історія. Сучасний стан.(1920).
- Психологія літературної творчості. (1931).
- Нариси болгарського фольклору. (1934).
- Творці Болгарського відродження. (1940).
- Основи літературної науки, 2-е видання. (1942).
- Іван Вазов, 2-е вид. (1944).
- З життя і поезії Івана Вазова. (1958).
- Яворов. Особа, творчість, доля. (1961).
- Психологія літературної творчості, 2-е вид. (1965; рос. пер., 1968).
- Поети та герої Болгарського відродження. (1965).
- Г. С Раковський (1967).
- Веркович і Веда Словена. (1968).

## Послання
- Орест Заяць. Арнаудов Михайло [Архівовано 9 травня 2021 у Wayback Machine.] // Наукове товариство імені Шевченка. Енциклопедія: електронна версія (дата звернення: 17.06.2021)
- Біографія [Архівовано 28 березня 2019 у Wayback Machine.]
- Про політичні переслідування академіка Арнаудова